# Plicatura
Plicatura Peck (fałdówka) – rodzaj grzybów z klasy pieczarniaków (Agaricomycetes). Należą do niego 4 gatunki. W Polsce występują dwa gatunki, trzeci, dawniej tu zaliczany (fałdówka kędzierzawa) według Index Fungorum należy do rodzaju Plicaturopsis.

## Charakterystyka
Grzyby kortycjoidalne o owocniku siedzącym. Hymenofor na dolnej powierzchni, pofałdowany z rozwidlonymi blaszkami, powierzchnia górna aksamitna, brzeg podwinięty. System strzępkowy monomityczny, strzępki z dużymi i rzucającymi się w oczy sprzążkami, cienkościenne lub grubościenne, w tramie szkliste lub brązowawe. Cystyd brak. Podstawki maczugowate z 4 sterygmami i sprzążką u podstawy. Bazydiospory allantoidalne, gładkie, cienkościenne, z odczynnikiem Melzera dające zmienną reakcję.
Bardzo podobny jest Plicaturopsis. Nie ma niezawodnych cech morfologicznych i molekularnych umożliwiających rozróżnienie tych rodzajów. Plicaturopsis różni się od Plicatura bardziej pofałdowanym hymenoforem z rozgałęzionymi grzbietami, podczas gdy u Plicatura blaszki są nieregularnie złożone.

## Systematyka i nazewnictwo
Pozycja w klasyfikacji według Index Fungorum: Incertae sedis, Agaricales, Agaricomycetidae, Agaricomycetes, Agaricomycotina, Basidiomycota, Fungi.
Takson ten utworzył Charles Horton Peck w 1872 r. Polską nazwę nadał Franciszek Błoński w 1889 r.
Gatunki:
- Plicatura nivea (Sommerf.) P. Karst. 1889 – fałdówka biała
- Plicatura obliqua (Berk. & M.A. Curtis) Murrill 1910
- Plicatura rigida Pat. 1927
- Plicatura pendula '(Alb. & Schwein.) B. Palla, V. Papp & Dima 2024 – tzw. radlaczek zwisły

Nazwy naukowe na podstawie Index Fungorum. Nazwy polskie według W. Wojewody